# Johann Andreas Schmid (Fechtmeister)
Johann Andreas Schmid, auch Schmidt (* vor 1713 in Zöblitz; † 8. Juni 1749 in Bläsibad) war ein deutscher Fechtmeister.

## Leben
Schmid absolvierte eine Ausbildung in der Fechtkunst bei Johann Georg Bruch in Amsterdam und war um 1713 Fechtmeister in Nürnberg, dann in Hildburghausen, 1721 in Bayreuth. 1729 und 1736 bis 1739 war er als Fechtmeister am württembergischen Hof in Stuttgart und Ludwigsburg angestellt. Von 1739 bis zu seinem Tod (1749) war er Universitätsfechtmeister in Tübingen.

## Werke
- Leib-beschirmende und Feinden Trotz-bietende Fecht-Kunst; Oder: Leicht und getreue Anweisung auf Stoß und Hieb zierlich und sicher zu fechten; Nebst einem curieusen Unterricht vom Voltigiren und Ringen / Deutlich und gründlich beschrieben / und mit saubern darzu gehörigen / nach den Actionen gezeichneten / Kupffern an das Licht gestellet von Johann Andreas Schmidt. Nürnberg 1713. (Digitalisat)
- Johann Andreas Schmidt, gründlich lehrende Fecht-Schule / oder Leichte Anweisung, auf Stoß und Hieb sicher zu fechten; Nebst einem curieusen Unterricht vom Voltigiren und Ringen, Mit viel saubern darzu dienlichen Kupfern versehen. Nürnberg 1749. Bey Endterischen Consorten und Engelbrechts Wittwe. (Digitalisat)
- Johann Andreas Schmidts Fecht-Kunst, oder leichte und getreue Anweisung auf Stoß und Hieb zierlich und sicher zu fechten. Nebst einem curieusen Unterricht vom Voltigiren und Ringen deutlich und gründlich beschrieben, und mit saubern, nach den Actionen gezeichneten Kupfern gezieret. Nürnberg 1780. (Digitalisat)

## Weblink
- Jan Schäfer: Der Fecht- und Exercitienmeister Johann Andreas Schmidt, 2011.

| Personendaten    | Personendaten           |
| ---------------- | ----------------------- |
| NAME             | Schmid, Johann Andreas  |
| ALTERNATIVNAMEN  | Schmidt, Johann Andreas |
| KURZBESCHREIBUNG | deutscher Fechtmeister  |
| GEBURTSDATUM     | vor 1713                |
| GEBURTSORT       | Zöblitz                 |
| STERBEDATUM      | 8. Juni 1749            |
| STERBEORT        | Bläsibad                |